# Велика Шежим
Велика Шежи́м або Велика Шижи́м (рос. Большая Шежим, Большая Шежым, Большая Шижим) — річка в Республіці Комі, Росія, права притока річки Печора. Протікає територією Троїцько-Печорського району.
Річка починається з невеликого болота долини річки Шежим'ю, протікає на південний захід та південь.
Притоки:
- ліві — без назви (довжина 102 км[1]), Якова Розсоха